# Chute Boxe
La Chute Boxe è un'accademia di arti marziali miste con sede a Curitiba, in Brasile. Fu fondata da Rudimar Fedrigo nel 1978, per poter allenare gli atleti che praticavano la Muay Thai e solamente nel 1991 introdusse nelle sue palestre il jiu jitsu brasiliano, mentre nel 1995 cominciò ad allenare gli atleti nel Vale Tudo e nelle arti marziali miste. Nel 2004 fu aperta una nuova palestra a Long Beach, negli Stati Uniti. Nel 2018 fu aperta la prima Chute Boxe in Europa, la Chute Boxe Italia con sede ad Ostia.
I membri della Chute Boxe Academy erano molto temuti per la loro estrema aggressività e per la loro capacità di rimanere sempre concentrati nel combattimento, in grado di mettere a segno sottomissioni, pugni, calci e tecniche di grappling superiori rispetto agli altri avversari.
Il termine "Chute Boxe" in lingua portoghese può essere tradotto letteralmente come "Pugilato con i piedi", ovvero la kickboxing, nonostante gli stessi lusofoni preferiscono indicare tale sport con il nome inglese.

## Gli Inizi
La Chute Boxe cominciò ad essere temuta nelle MMA agli inizi degli anni 90 nella federazione di vale tudo chiamata IVC. Grazie alle loro straordinarie abilità, i lottatori dell'accademia ottennero tre dei quattro titoli della promozione, tra questi Wanderlei Silva che vinse il titolo dei pesi mediomassimi. Successivamente il team approdò nella promozione giapponese Pride Fighting Championships.

## Pride Fighting Championships
Uno dei più importanti lottatori della Pride FC, che apparteneva alla Chute Boxe, era proprio Wanderlei Silva. Molto temuto per la sua abilità di porre fine agli incontri mettendo a segno potenti e micidiali ginocchiate; il brasiliano vinse il titolo Grand Prix dei pesi medi del 2003 e il titolo dei pesi medi Pride che mantenne per cinque anni e mezzo.
Dopo aver perso per una controversa decisione da parte dei giudici all'incontro con Tito Ortiz all'evento UFC 25, Silva ritornò nella promozione giapponese ottenendo una delle più importanti vittorie della sua carriera contro Guy Mezger. Dopo aver perso diversi incontri, la Chute Boxe decise che era arrivato il tempo di voltare pagina dopo l'arrivo della futura leggenda delle MMA, Mauricio "Shogun" Rua.

### I fratelli Rua
Il più grande dei due fratelli, Murilo "Ninja" Rua ottenne ottimi risultati durante gli anni trascorsi nella Pride FC, vincendo contro Mario Sperry, Akira Shoji e Alexander Otsuka. Il fratello più giovane, Mauricio Rua, entrò a far parte del team alcuni anni dopo sotto la guida di Wanderlei Silva e di suo fratello.
Mauricio Rua divenne una vera e propria leggenda riuscendo a sconfiggere atleti del calibro di Evangelista Santos, Chuck Liddell, Lyoto Machida, Mark Coleman, Kevin Randleman, Quinton Jackson, Alistair Overeem per ben due volte, Forrest Griffin e molti altri ancora. Shogun divenne inoltre il campione dei pesi mediomassimi della UFC, titolo che perse alla sua prima difesa titolata contro Jon Jones all'evento UFC 128.

### Rivalità con il Brazilian Top Team
Il rivale per eccellenza della Chute Boxe nella Pride FC fu il Brazilian Top Team, che a quei tempi era composto da lottatori come Antônio Rodrigo Nogueira, Ricardo Arona e Murilo Bustamante. La battaglia tra i due team non si limitò soltanto nella federazione giapponese, ma molti incontri ebbero luogo in Brasile, in Portogallo, negli Stati Uniti e in molti altri stati del mondo.
Il Grand Prix del 2005 organizzato dalla Pride fu caratterizzato dall'arrivo di nuovi talenti che entrarono a far parte dei team della Chue Boxe e del Brazilian Top Team, ovvero Mauricio Rua e Ricardo Arona. Entrambi i lottatori ottennero un importante vittorie contro i veterani Alistair Overeem e Wanderlei Silva. La vittoria di Arona su Silva accese la fiamma tra i due team, e ancor di più quando Shogun Rua sconfisse nettamente Arona per KO al primo round la stessa sera.
Un altro evento che aumentò la rivalità tra i due team, fu l'arrivo da parte di Anderson Silva nelle federazione giapponese. Inizialmente, infatti, Silva si alleò con la Chute Boxe ma poco dopo creò una disputa con i manager del suo stesso team, al tal punto da decidere di allearsi con il Brazilian Top Team, aiutandosi anche dall'amicizia ottenuta con i fratelli Nogueira.

## Atleti di rilievo
- Wanderlei Silva -campione dei pesi mesi Pride e dei pesi mediomassimi IVC
- Mauricio Rua -campione dei pesi mediomassimi UFC
- Anderson Silva -campione dei pesi medi UFC, Shooto e Cage Rage
- Murilo Rua -campione dei pesi medi EliteXC
- Cristiane Justino -campionessa dei pesi piuma femminili Strikeforce e Invicta FC
- Jorge Patino -campione dei pesi leggeri e pesi welter Legacy FC
- Assuerio Silva -campione dei pesi massimi Pancrase
- Fabrício Werdum -campione dei pesi massimi UFC ad interim e campione ADCC di submission grappling
- Evangelista Santos
- Thiago Silva
- Kazushi Sakuraba
- Gabriel Gonzaga
- 🇧🇷  Charles Oliveira -campione dei Pesi leggeri (MMA) UFC